# Vasile Groapă
Vasile Groapă (n. 23 martie 1955, Cârlig, România) este un halterofil român, laureat cu argint la Los Angeles 1984. 
- Medalia de aur : RFG Rolf Milser 385,0 kg
- Medalia de argint : România Vasile Groapă 382,5 kg
- Medalia de bronz: Finlanda Pekka Niemi 367,5 kg